# Aglaureo
El Aglaureo (en griego antiguo: Ἀγλαύρειον)  o Santuario de Aglauro era el lugar de culto dedicado a Aglauro (o Agraulo), situado en la ladera de la Acrópolis de Atenas.
Se trataba de un pequeño santuario dedicado a la hija de Cécrope I, el primer rey mítico del Ática.

## Ubicación
Su posición precisa es discutida. A finales de los años 1880 la mayoría de los estudios concordaban en que el Aglaureo estaba en algún lugar de la ladera norte de la Acrópolis (el candidato más popular fue la antigua fuente micénica).

Sin embargo, el descubrimiento en 1980 de una antigua estela en la ladera oriental (a una buena distancia por debajo de la cueva del este) ha desplazado la posible ubicación del templo. Esta estela fue dedicado por los atenienses a una sacerdotisa de Aglauros y presenta una inscripción que data del siglo III a. C. La inscripción precisa que la estela fue erigida para estar «en el santuario de Aglauro». Dado que la estela fue encontrada intacta y todavía unido a su base, G. Dontas

ha sostenido que estaba en su posición original y, por lo tanto, el Aglaureo debía encontrarse en la ladera oriental (donde es posible que se hallara también la ubicación de otros santuarios que no han sido investigados desde el punto de vista arqueológico, y que según las fuentes literarias estaban cerca del Aglaureo).
Pausanias dice que estaba más arriba del templo de los Dioscuros.

Heródoto relata que los persas escalaron la colina de la Acrópolis, en algún punto cercano al Aglaureo, cuando capturaron y destruyeron la ciudadela en el 480 a. C.